# Штефи Граф
Штефани Марија „Штефи“ Граф (14. јун 1969, Манхајм, Западна Немачка) бивша је немачка тенисерка.
Једна је од најпознатијих и најуспешнијих тенисерки у историји овог спорта. У својој седамнаест година дугој професионалној каријери освојила је 107 ВТА турнира у појединачној конкуренцији (уз однос победа и пораза 901-115) и 11 турнира у паровима (уз однос победа и пораза 173-72).
У историју је ушла 1988. године као трећа жена у историји која је освојила гренд слем, односно победила на четири најважнија и најпрестижнија турнира у истој сезони. Те је године поставила још један рекорд који ће тешко бити надмашен: осим што је освојила сва четири велика турнира, била је и олимпијска победница. Тај подвиг су новинари касније прозвали Голден слем.
Од активног тениса опростила се 13. августа 1999. Удала се 2001. за америчког тенисера Андре Агасија, с којим има двоје деце.

## Стил и достигнућа
Штефи Граф је укупно 377 недеља била прва на ВТА листи, и такав резултат нико није успео да угрози. Осам година завршавала је као најбоља на свету. Штефи Граф је једина тенисерка која је сваки од четири највећа тениска турнира на свету освајала бар по четири пута, а захваљујући златној медаљи на Олимпијским играма у Сеулу и освајању сва четири највећа турнира те године у њену част уведен је термин Златни слем.
Штефи Граф била је јединствена и по томе што је подједнако добро играла на свим подлогама. Шест пута била је најбоља на Ролан Гаросу, седам пута на теренима Вимблдона, успела је да „споји“ тринаест финала на највећим турнирима, од Отвореног првенства Француске 1987. до истог такмичења 1990. Од тога, победила је у девет, а изгубила у четири финала.
Повукла се 1999. године, поставши најбоље пласирана тенисерка у историји која је одлучила да више не игра. У том тренутку, била је трећа на ВТА листи. Тај рекорд срушила је Жистин Енен девет година касније: када се повукла 2008. године, била је прва тенисерка планете.
Веома брза, увек савршено физички спремна, Штефин рад ногу омогућавао јој је да игра форхенд источним грипом када лопта пређе зенит амплитуде и крене да пада. Таква техника је до данас остала јединствена, како по извођењу тако и по квалитету. Бекхендом је најчешће слала ниске лопте слајсом, изузев код "пасинг" удараца. Знала је да стигне лопте за које се чинило да су неухватљиве. Великог компетитивног духа, њен атлетицизам остао је незабележен у свету женског тениса све до данас.

## Каријера
Отац Петер био јој је први тренер, а дрвени рекет добила је када је имала три године. Са четири је изашла на терен и први турнир одиграла је када је имала пет година. Први професионални турнир одиграла је већ 1982. године.
Њен први турнир био је турнир у Штутгарту. У другом колу ју је победила двострука победница Отвореног првенства Сједињених Држава Трејси Остин победила ју је у првом колу, 6:4, 6:0 и 'убила' тринаестогодишњу Штефи изјавом: „Постоје стотине оваквих девојчица у Америци“. Дванаест година касније, среле су се други, и последњи, пут. Било је 6:0, 6:0 за Граф.
Прву професионалну сезону завршила је на 124. месту, следеће године била је 22, а 1985. годину завршила је на петом месту. Прву титулу освојила је 1986. године, а те године осваја још седам турнира и завршава као трећа тенисерка света. 1987. године освојила је свој први гренд слем турнир, Отворено првенство Француске, у чијем финалу је победила „велику краљицу“ Мартину Навратилову. Након што је 1988. освојила сва четири турнира и златну медаљу на Олимпијским играма у Сеулу, Штефи Граф постала је нова тениска краљица.
Владавина је трајала дуго, а прва велика криза настала је 1991. године. Проблеми са повредама, лични проблеми, губитак форме и долазак нове звезде Монике Селеш. Једину титулу те године Граф је освојила у Вимблдону, када Селешова није учествовала. Велика битка Селеш—Граф трајала је неколико година. Завршетак дивне приче био је потпуно поражавајући. Психопата Гинтер Пархе, навијач Штефи Граф, напао је и ножем повредио Монику Селеш на турниру у Хамбургу. Граф је поново постала играчица 'број један', али је други период доминације био 'обојен' причом о Пархеу и неправди. Селешова се вратила 1995. године, била је поново једна од најбољих, али није била у некадашњој форми. Једно време, Селешова и Графова су чак делиле прво место на ВТА листи.
Велики проблеми 1995. године, оптужбе за утају пореза, хапшење њеног оца Петера, нису срушили Графову. Остала је најбоља, али је већ 1997. године, захваљујући повредама, почела да пропушта превише турнира да би остала прва. Мартина Хингис постала је нова тениска краљица. Штефи Граф је освојила свој последњи гренд слем турнир 1999. године, када је победила Хингисову у финалу Отвореног првенства Француске. Своје последње финале одиграла је те године у Вимблдону, када је изгубила од младе Американке Линдси Давенпорт.
Једна од највећих звезда белог спорта повукла се у августу 1999. године. Тада је била трећа на ВТА листи.

## Приватни живот
Њен отац Петер био је доминантна фигура у њеном животу до 1995. године, када је ухапшен због утаје пореза. Граф се тада ослободила очевог утицаја и стекла неколико пријатеља међу тенисеркама и тенисерима, што јој је он раније забрањивао. Недуго након тога, почела је да излази с америчким тенисером Андреом Агасијем. Венчали су се 22. октобра 2001. године, а присуствовале су само њихове мајке као сведоци. Четири дана касније, рођен је њихов син Џејден Гил. Њихова кћерка Џез Ел, рођена је 3. октобра 2003. године.

## Гренд слем финала

### Појединачно (31)

#### Победе (22)
| Година | Турнир                            | Противница у финалу   | Резултат         |
| 1987.  | Отворено првенство Француске      | Мартина Навратилова   | 6–4, 4–6, 8–6    |
| 1988.  | Отворено првенство Аустралије     | Крис Еверт            | 6–1, 7–6(3)      |
| 1988   | Отворено првенство Француске (2)  | Наташа Зверева        | 6–0, 6–0         |
| 1988   | Вимблдон                          | Мартина Навратилова   | 5–7, 6–2, 6–1    |
| 1988   | Отворено првенство САД            | Габријела Сабатини    | 6–3, 3–6, 6–1    |
| 1989.  | Отворено првенство Аустралије (2) | Хелена Сукова         | 6–4, 6–4         |
| 1989   | Вимблдон (2)                      | Мартина Навратилова   | 6–2, 6–7(1), 6–1 |
| 1989   | Отворено првенство САД (2)        | Мартина Навратилова   | 3–6, 7–5, 6–1    |
| 1990.  | Отворено првенство Аустралије (3) | Мери Џо Фернандез     | 6–3, 6–4         |
| 1991.  | Вимблдон (3)                      | Габријела Сабатини    | 6–4, 3–6, 8–6    |
| 1992.  | Вимблдон (4)                      | Моника Селеш          | 6–2, 6–1         |
| 1993.  | Отворено првенство Француске (3)  | Мери Џо Фернандез     | 4–6, 6–2, 6–4    |
| 1993   | Вимблдон (5)                      | Јана Новотна          | 7–6(6), 1–6, 6–4 |
| 1993   | Отворено првенство САД (3)        | Хелена Сукова         | 6–3, 6–3         |
| 1994.  | Отворено првенство Аустралије (4) | Аранча Санчез Викарио | 6–0, 6–2         |
| 1995.  | Отворено првенство Француске (4)  | Аранча Санчез Викарио | 7–5, 4–6, 6–0    |
| 1995   | Вимблдон (6)                      | Аранча Санчез Викарио | 4–6, 6–1, 7–5    |
| 1995   | Отворено првенство САД (4)        | Моника Селеш          | 7–6(6), 0–6, 6–3 |
| 1996.  | Отворено првенство Француске (5)  | Аранча Санчез Викарио | 6–3, 6–7, 10-8   |
| 1996   | Вимблдон (7)                      | Аранча Санчез Викарио | 6–3, 7–5         |
| 1996   | Отворено првенство САД (5)        | Моника Селеш          | 7–5, 6–4         |
| 1999.  | Отворено првенство Француске (6)  | Мартина Хингис        | 4–6, 7–5, 6–2    |

#### Порази (9)
| Година | Турнир                           | Противница у финалу   | Резултат       |
| 1987.  | Вимблдон                         | Мартина Навратилова   | 7–5, 6–3       |
| 1987   | Отворено првенство САД           | Мартина Навратилова   | 7–6, 6–1       |
| 1989.  | Отворено првенство Француске     | Аранча Санчез Викарио | 7–6, 3–6, 7–5  |
| 1990.  | Отворено првенство Француске (2) | Моника Селеш          | 7–6, 6–4       |
| 1990   | Отворено првенство САД (2)       | Габријела Сабатини    | 6–2, 7–6       |
| 1992.  | Отворено првенство Француске (3) | Моника Селеш          | 6–2, 3–6, 10-8 |
| 1993.  | Отворено првенство Аустралије    | Моника Селеш          | 4–6, 6–3, 6–2  |
| 1994.  | Отворено првенство САД (3)       | Аранча Санчез Викарио | 1–6, 7–6, 6–4  |
| 1999.  | Вимблдон (2)                     | Линдси Давенпорт      | 6–4, 7–5       |

### Женски парови (4)

#### Победе (1)
| Година | Турнир   | Партнерка          | Противнице у финалу                    | Резултат        |
| 1988.  | Вимблдон | Габријела Сабатини | Лариса Савченко Неиланд Наташа Зверева | 6–3, 1–6, 12-10 |

#### Порази (3)
| Година | Турнир                           | Партнерка          | Противнице у финалу                    | Резултат |
| 1986.  | Отворено првенство Француске     | Габријела Сабатини | Мартина Навратилова Андреа Темесвари   | 6–1, 6–2 |
| 1987.  | Отворено првенство Француске (2) | Габријела Сабатини | Мартина Навратилова Пем Шрајвер        | 6–2, 6–1 |
| 1989.  | Отворено првенство Француске (3) | Габријела Сабатини | Лариса Савченко Неиленд Наташа Зверева | 6–4, 6–4 |

## Награде
- 1986: Награда Женске тениске асоцијације за тенисерку која је највише напредовала
- 1986: Немачка женска спортска личност године
- 1987: Награда Женске тениске асоцијације за тенисерку године
- 1987: Светски шампион Међународне тениске федерације
- 1987: Немачка женска спортска личност године
- 1987: Спортска личност године по избору магазина
- 1988: Награда Женске тениске асоцијације за тенисерку године
- 1988: Светски шампион Међународне тениске федерације
- 1988: ББС спортска личност године
- 1988: Немачка женска спортска личност године
- 1989: Награда Женске тениске асоцијације за тенисерку године
- 1989: Светски шампион Међународне тениске федерације
- 1989: Спортска личност године по избору магазина
- 1989: Немачка женска спортска личност године
- 1989: Спортска личност године по избору магазина
- 1990: Награда Женске тениске асоцијације за тенисерку године
- 1990: Светски шампион Међународне тениске федерације
- 1993: Награда Женске тениске асоцијације за тенисерку године
- 1993: Светски шампион Међународне тениске федерације
- 1994: Награда Женске тениске асоцијације за тенисерку године
- 1995: Награда Женске тениске асоцијације за тенисерку године
- 1995: Светски шампион Међународне тениске федерације
- 1996: Награда Женске тениске асоцијације за тенисерку године
- 1996: Светски шампион Међународне тениске федерације
- 1996: Награда Женске тениске асоцијације за најузбудљивију играчицу године
- 1998: Награда Женске тениске асоцијације за најузбудљивију играчицу године
- 1999: Награда Женске тениске асоцијације за најузбудљивију играчицу године
- 1999: Награда Принц од Астурије
- 1999: Награда немачке националне телевизије
- 1999: Награда Међународног олимпијског комитета за спортску личност века
- 1999: Женска спортска личност године по избору немачке телевизије "ARD"
- 1999:  награда за женску спортску личност деценије
- 1999: Олимпијски орден додељен од стране др Антонија Самаранча, председника МОК-а
- 1999: Немачка женска спортска личност године
- 2002: Почасни грађанин Баден-Виртемберга
- 2004: Ушла у ИТФ хол славних

## Резултати против других тенисерки

### Тениске легенде
Победе и порази Штефи Граф у мечевима против других успешних и познатих тенисерки:
- Линдси Давенпорт 8–6
- Крис Еверт 7–6
- Џенифер Капријати 10–1
- Ким Клајстерс 1–0
- Ана Курњикова 2–1
- Ива Мајоли 7–0
- Хана Мандликова 8–1
- Амели Моресмо 1–0
- Мартина Навратилова 9–9
- Јана Новотна 29–4
- Мери Пирс 4–2
- Габријела Сабатини 29–11
- Аранча Санчез Викарио 28–8
- Моника Селеш 10–5
- Хелена Сукова 21–1
- Мери Џо Фернандез 17–0
- Мартина Хингис 7–2

### Активне тенисерке
Победе и порази Штефи Граф у мечевима против тенисерки које су још увек активне:
- Винус Вилијамс 3–2
- Серена Вилијамс 1–1